# Unseen
Unseen è il settimo album in studio del gruppo musicale thrash metal svedese The Haunted, pubblicato nel 2011.

## Tracce
1. Never Better – 3:34
2. No Ghost – 3:34
3. Catch 22 – 3:44
4. Disappear – 3:50
5. Motionless – 4:25
6. Unseen – 3:02
7. The Skull – 4:04
8. Ocean Park – 0:49
9. The City – 3:08
10. Them – 4:06
11. All Ends Well – 4:16
12. Done – 3:49

## Formazione
- Peter Dolving – voce
- Jonas Björler – basso
- Per Möller Jensen – batteria
- Patrik Jensen – chitarra
- Anders Björler – chitarra